# Берлинское техно
Берли́нское те́хно (нем. Berliner Techno) — жанр электронной музыки, региональный поджанр техно, зародившийся в конце 1980-х годов в Берлине и переживший расцвет после падения Берлинской стены. Влияние на формирование жанра оказала американская техно-сцена, прежде всего зародившееся на несколько лет раньше детройт-техно, а также нелегальные лондонские вечеринки, на которых в качестве основного музыкального жанра проигрывался эйсид-хаус.
В отличие от своих жанровых предшественников, берлинское техно эклектично, что обусловлено особенностями и политикой клубов, где его проигрывают, однако общими характеристиками звучания являются: ярко выраженная танцевальность, использование индустриальных звуковых семплов, почти полное отсутствие вокала, быстрый темп музыкального произведения.
Популярные берлинские клубы — Berghain, Tresor, Sisyphos. Известные исполнители жанра берлинское техно — Эллен Аллиен, Бен Клок, Марсель Деттманн.
Этот музыкальный жанр положил начало одноимённой молодёжной субкультуре.
В 2024 году включено в германский список нематериального культурного наследия.

## История

### Истоки
В Берлине уже в 1970-е годы существовала своя традиция электронной музыки, однако её представители придерживались экспериментального стиля, неподходящего для танцполов, поэтому эта музыка не получила массового распространения. Тем не менее, творчество таких представителей школы, как Клаус Шульце и Tangerine Dream, вдохновило трио из Детройта (Хуана Аткинса, Деррика Мэя и Кевина Сондерсона, позже названных создателями техно-музыки), на создание более танцевальной музыки, пригодной для проигрывания в клубах. Так появилось детройт-техно, которое затем вновь вернулось к своим географическим истокам и было хорошо воспринято берлинскими музыкальными лейблами и продюсерами.
Формированию берлинской техно-сцены способствовала также лондонская рейв-культура. В 1987—1988 годах излюбленным жанром на лондонских рейвах являлся родственный эйсид-хаус, который быстро распространился в другие европейские страны, в том числе в Германию. Таким образом, как самостоятельный жанр берлинское техно начинает формироваться в конце 1980-х годов и включает в себя черты детройт-техно и эйсид-хауса.

### Расцвет (1990-е годы)
В 1989 году берлинские диджеи WestBam и Dr. Motte совместно открыли клуб Ufo, ставший экспериментальной площадкой для нового музыкального направления, а также организовали Парад любви, ставший позднее одним из крупнейших технопарадов в мире. Падение Берлинской стены 9 ноября 1989 года стало катализатором общественной и культурной жизни в Берлине, способствовало сдвигу общественного сознания. Олицетворением наступившей свободы и единства для молодёжи Восточного и Западного Берлина стали ночные клубы, в большом количестве открывшиеся после ноябрьских событий. Техно стало объединяющей силой в восстановлении социальных связей между Восточной и Западной Германией в период объединения.
К 1991 году, когда закрылся Ufo, в число самых популярных техно-клубов входили: Planet, E-Werk, Tresor и Bunker.
К 1993—1994 годам берлинское техно стало массовым музыкальным феноменом, породив техно- и рейв-культуру в молодёжной среде. Популяризации явления способствовали звукозаписывающий лейбл Low Spirit, музыкальный канал VIVA, творчество DJ Westbam и Marusha. Магазин виниловых пластинок электронной музыки Hard Wax стал местом встречи любителей техно-музыки и площадкой для самовыражения молодых техно-диджеев. C 1997 года в Берлине ежегодно проводится ещё один крупный технопарад — Fuckparade, организованный в качестве протеста против излишней коммерциализации Парада любви. Последний между тем в 1999 году собрал рекордное число участников — более 1,5 млн.

### 2000-е годы — настоящее время
Приток рейв-туристов, который ранее происходил только в дни проведения Парада любви, в 2000-е годы набирает обороты: в это время на берегах реки Шпрее и в районах Берлина Фридрихсхайн и Кройцберг были открыты техно-клубы, которые сейчас известны во всём мире. Клубы различаются концепциями и исполняемыми поджанрами берлинского техно, привлекая каждый свою аудиторию. см. раздел «Клубы»

## Характеристики
Являясь региональным подвидом техно, берлинское техно вобрало в себя характеристики классического техно, а именно: искусственность звука за счёт активного использования сэмплирования, акцент на механических ритмах, многократное повторение структурных элементов музыкального произведения (звуковые петли). Однако берлинское техно отличается рядом особенностей: предпочитаемыми направлениями в нём являются эйсид-техно, минимал-техно, хардкор-техно и индастриал-техно. Берлинские диджеи предпочитают более резкий, индустриальный звук и быстрый темп. На основе этого можно выделить следующие особенности звучания, присутствующие в берлинских техно-треках в том или ином сочетании:
- Суровый и шумный звук;
- Аскетичный, нарочито упрощённый звукоряд и мелодика в треках направления берлинское минимал-техно;
- Использование искажённых и атональных индустриальных звуков и сэмплов;
- Глубокий, густой бас, вследствие этого — объёмный звук;
- Биты, напоминающие удары по металлу либо щелчки метронома;
- Использование эффекта дисторшн;
- Средний темп — 140—180 BPM;
- Обилие триповых синтезаторных звуков, а также глубокий психоделический саунд в треках направления берлинское эйсид-техно;
- Практически полное отсутствие вокала;
- Повторяющиеся секвенции, которые при помощи модуляции изменяются и деформируются на протяжении композиции.

## Клубы
Среди популярных в настоящее время берлинских клубов — клубы Berghain, Tresor, Watergate, Sisyphos, About Blank, Club der Visionaere, Wilde Renate, Ritter Butzke, Kater Blau. Многие из них известны своим строгим фейсконтролем. На практике это означает, что вышибалы не пропускают в клуб значительную часть желающих без видимых на то причин, несмотря на то, что люди стоят в очереди иногда по несколько часов. В берлинских техно-клубах также действует запрет на фото- и видеосъёмку, о чём посетителей предупреждают на входе.
В берлинских клубах приветствуется свобода самовыражения, поэтому отсутствует понятие дресс-кода. В берлинских клубах нет места расизму, сексизму, гомофобии и другим проявлениям нетерпимости — предполагается, что эти площадки созданы для совместного отдыха людей различных убеждений.
В качестве танцевальных площадок используются в большинстве случаев бывшие складские или фабричные помещения, поэтому промышленный интерьер клубов довольно прост: огромные пространства, металл, геометричность форм, прямые линии, акцент на различного вида трубы, бетон. Многие клубы, помимо внутренних помещений, располагают также дополнительными сценами на открытых пространствах, где в тёплое время года проводят афтепати — вечеринки, приходящиеся на утро и день воскресенья.

## Влияние

### Техно-субкультура

#### Философия
Немецкая молодёжь времен объединения Германии оказалась очень восприимчивой к футуристичной техно-музыке. В клубах молодые люди забывали повседневные заботы и страх перед неясным будущем, на танцполе все были равны и свободны: ритмичная музыка и танец объединяли, подобно ритуалу.
Философия молодёжной субкультуры техно основывается на принципах мира и толерантности, свободы самовыражения и самоопределения, индивидуализма, в чём проявляет сходство с философией хиппи; не последнюю роль играет гедонизм и свобода сексуального поведения. В клубах стираются границы, не имеет значения происхождение, сексуальная ориентация, цвет кожи; люди открыты и дружелюбны, легко идут на контакт, незнакомец может предложить напиток или сигарету, не ожидая ничего взамен.

#### Одежда
Стиль в одежде приверженцев техно-культуры варьируется от готического (среди посетителей некоторых клубов, например, Бергхайна) до фестивального (на техно-фестивалях и фритек-вечеринках). Так, готический техно-стиль включает в себя чёрный цвет одежды, грубые солдатские ботинки, крупные металлические цепи и пирсинг в качестве аксессуаров. Фестивальный стиль отличается цветными нарядами, ярким макияжем, а также использованием глиттера на лице, теле и волосах. Приветствуются ретро-аксессуары.
Стоит отметить, что субкультура в целом не предполагает никакого дресс-кода; подчёркивается, что главный критерий выбора одежды для любого техно-мероприятия — личный комфорт. Поэтому частым аксессуаром рейверов являются поясные сумки, которые освобождают руки для танца.

## Критика
Некоторые источники говорят о закате техно-культуры в Берлине. Одной из причин этого является закрытие всемирно известных клубов (таких как Bar 25), другой — обвинением берлинского техно-движения в коммерциализации. В 2014 году эту дискуссию также подогрели статьи в The New York Times и Rolling Stone, авторы которых утверждали, что лучшие дни берлинской техно-культуры прошли.
Критики утверждают, что с техно-субкультурой неразрывно связано употребление наркотиков во время вечеринок. Количество запрещенных веществ, конфискованных властями во время рейдов на техно-вечеринки в начале 1990-х годов, вызвало горячие споры в СМИ. В результате многие клубы стали организовывать просветительские кампании и распространять информационные листовки о вреде наркотиков.

## В массовой культуре

### Фильмы
- Берлин зовёт (2008) — немецкая трагикомедия 2008 года режиссёра Ханнеса Штера[англ.]. Фильм рассказывает о жизни популярного диджея Пауля Калькбреннера.
- Виктория (2015) — немецкий кинофильм режиссёра Себастьяна Шиппера[англ.], вышедший на экраны в 2015 году. Фильм повествует о жизни молодой испанской девушки, которая живёт в Берлине.